# فرانكلين بيرس
فرانكلين بيرس (بالإنجليزية: Franklin Pierce) (23 نوفمبر 1804 – 8 أكتوبر 1869) هو الرئيس الرابع عشر للولايات المتحدة (1853-1857). كان بيرس ديمقراطيا شماليا يرى أن حركة إلغاء العبودية تشكل تهديدا رئيسيا لوحدة الأمة. وقّع بيرس على قانون كانساس نبراسكا وناصره بشدة، وطبّق قانون الرقيق الهارب، فنفر هذا الجماهير من الجماعات المناهضة للعبودية في حين فشل في وقف الصراع السياسي بين الأطراف العديدة، الأمر الذي مهد الطريق لانفصال الجنوب واندلاع الحرب الأهلية الأمريكية. يحتل بيرس مرتبة دنيا بين جمهور المؤرخين وغيرهم من الباحثين على أنه أحد أسوأ رؤساء الولايات المتحدة.
ولد بيرس في نيوهامبشير، ودخل مجلس النواب ومجلس الشيوخ إلى أن استقال من الأخير في عام 1842. وكان يمتهن المحاماة في ولايته ونجح في هذا العمل وعُيّن وكيلا لوزارة العدل في الولاية عام 1845. شارك بيرس في الحرب المكسيكية الأمريكية برتبة عميد في الجيش. نظر إليه أعضاء الحزب الديمقراطي كمرشح وسطي يوحد مصالح الشمال والجنوب، ورشحه الحزب للرئاسة على ورقة الاقتراع التاسعة والأربعين في المؤتمر الوطني الديمقراطي عام 1852. دخل بيرس مع نائبه وليام آر كنج في الانتخابات الرئاسية عام 1852، وانتصر بسهولة على مرشح حزب الويغ وينفيلد سكوت ونائبه وليام الكسندر غراهام.
في حين كان بيرس محبوبا ومنفتحا، فقد كانت حياته العائلية كئيبة، إذ عانت زوجته جين من المرض والاكتئاب لفترة طويلة من حياتها. وتوفي جميع أبنائه وهم صغار، ومات آخر أبنائه بطريقة شنيعة في حادث قطار بينما كانت أسرته تسافر قبل تنصيب بيرس بوقت قصير. حاول بيرس في رئاسته أن يفرض معايير محايدة للخدمة المدنية في حين حاول في نفس الوقت أن يلبي المطالب العديدة للحزب الديمقراطي بالمحسوبية، وقد فشلت جهوده بشدة وقلبت قراراته العديدين في الحزب ضده. وكان بيرس ذا سياسات توسعية ووقع على صفقة غادسدن لشراء قطعة أرض من المكسيك وقاد محاولة فاشلة للاستحواذ على كوبا من إسبانيا. وقع بيرس معاهدات تجارية مع بريطانيا واليابان، في حين قامت حكومته بإصلاح إداراتها وتحسين نظام المساءلة داخل هيكلها، ولكن هذه النجاحات طغى عليها الصراع السياسي خلال فترة رئاسته.
تراجعت شعبيته في الولايات الشمالية بحدة بعدما أيّد قانون كانساس نبراسكا، والذي ألغى تسوية ميسوري، في حين ظل يدعمه البيض في الجنوب. أدى إقرار هذا القانون إلى صراع عنيف حول توسع العبودية في الغرب الأمريكي. تضررت إدارة بيرس أكثر من هذا عندما أصدر العديد من وزرائه بيان أوستند الذي يدعو لضم كوبا، وهي وثيقة تعرضت لانتقادات لاذعة. رغم أن الكثيرين توقعوا أن يعيد الحزب الديمقراطي ترشيحه في الانتخابات الرئاسية عام 1856، إلا أن الحزب تخلى عنه. كما تضررت سمعته أكثر في الشمال خلال الحرب الأهلية لكونه من أشد منتقدي الرئيس إبراهام لينكون. كان بيرس مدمنا على الكحول لفترة طويلة من حياته، وتوفي بسبب تليف حاد في الكبد في عام 1869.

## طفولته وتعليمه
وُلد فرانكلين بيرس في 23 نوفمبر 1804 في كوخ خشبي في هيلسبورو بولاية نيوهامبشير. كان من الجيل السادس لسلالة توماس بيرس، الذي انتقل إلى مستعمرة خليج ماساتشوستس من نورتش، نورفك، إنجلترا في قرابة عام 1634. كان والده بنيامين ملازمًا في حرب الاستقلال الأمريكية، الذي انتقل من تشيلمسفورد، ماساتشوستس إلى هيلسبورو بعد الحرب، واشترى قطعة أرض مساحتها 50 فدانًا (20 هكتارًا). كان بيرس الابن الخامس من بين أبناء بنيامين الثمانية وزوجته الثانية آنا كندريك، إذ توفيت زوجته الأولى إليزابيث أندروز أثناء ولادة طفلتهما. كان بنيامين مشرعًا بارزًا في الدولة من الحزب الجمهوري الديمقراطي، ومزارعًا، وحارس حانة. خلال طفولة بيرس، كان والده مشاركًا في سياسة الدولة، بينما قاتل اثنان من إخوته الأكبر سنًا في حرب عام 1812، وبالتالي كانت الشؤون العامة والجيش من أهم العوامل التي أثرت في نشأته.
ضمن والد بيرس تعليم أبنائه، ووضع بيرس في مدرسة في مركز هيلسبورو في طفولته، وأرسله إلى مدرسة البلدة في هانكوك في سن الثانية عشرة. نمى الفتى، الذي لم يكن مولعًا بالمدرسة، في هانكوك شاعرًا بالحنين إلى منزله، فمشى مسافة 12 ميلًا (19 كيلومتر) عائدًا إلى منزله في أحد أيام الأحد. قدم له والده العشاء وأوصله إلى جزء من طريق المدرسة قبل أن يركله خارج العربة ويأمره بالمشي لتكملة باقي الطريق تحت عاصفة رعدية. أشار بيرس لاحقًا إلى هذه اللحظة أنها كانت «نقطة التحول في حياتي». في وقت لاحق من ذلك العام، انتقل إلى أكاديمية فيليبس إكستر للتحضير للكلية. في هذا الوقت، اشتهر بوصفه طالبًا جذابًا، وكان أحيانًا عرضةً لسوء السلوك.
في خريف عام 1820، دخل بيرس كلية بودوين في برونزويك بولاية مين، وكان أحد الطلاب المستجدين التسعة عشر. انضم إلى الجمعية الأثينية، وهي جمعية أدبية تقدمية، إلى جانب جوناثان سيلي (المنتخَب لاحقًا في الكونغرس) وناثانيال هاوثورن، اللذين شكل معهما صداقة دائمة. كان الأخير في صفه بعد عامين، لكنه عمل جاهدًا لتحسين درجاته وتخرج في المركز الخامس عام 1824 في صف تخريج مكون من 14 طالبًا. التحق جون بي هيل في كلية بودوين في سنة بيرس الأولى، وأصبح حليفًا سياسيًا لبيرس ثم منافسًا له. نظم بيرس وترأس فرقة ميليشيات غير رسمية تدعى «طلاب بودوين العسكريين» خلال سنته الأولى، والتي شملت سيلي وهاوثورن. أجرت الوحدة تدريبات في الحرم الجامعي بالقرب من منزل الرئيس، إلى أن تسببت الضوضاء في مطالبته بالتوقف. تمرد الطلاب وشنوا إضرابًا، وهو الحدث الذي اشتُبه في بيرس بقيادته. خلال سنته الأخيرة في كلية بودوين، قضى عدة أشهر في التدريس في مدرسة في مدينة هيبرون الريفية بولاية مين، حيث حصل على أول راتب له، وكان من بين طلابه عضو الكونغرس المقبل؛ جون جاي بيري.
درس بيرس القانون لفترة قصيرة مع الحاكم السابق لولاية نيوهامبشير؛ ليفي وودبري، وهو صديق للعائلة في بورتسموث، بولاية نيوهامبشير. أمضى بعد ذلك فصلًا دراسيًا في كلية نورثهامبتون للقانون في نورثهامبتون، بولاية ماساتشوستس، متبوعًا بفترة دراسة في عامي 1826 و 1827 تحت رعاية القاضي إدموند باركر في أمهرست، بولاية نيوهامبشير. قُبل في نقابة المحامين لولاية نيوهامبشير في أواخر عام 1827، وبدأ ممارسة نشاطه في هيلسبورو. خسر قضيته الأولى، ولكنه سرعان ما أثبت قدرته كمحام. رغم أنه لم يكن باحثًا قانونيًا، لكنّ تذكره للأسماء والوجوه خدمه جيدًا، مثلما خدمته جاذبيته الشخصية وصوته العميق. في هيلسبورو، كان آلبرت بيكر شريكه في القانون، الذي درس القانون على يدي بيرس، وكان شقيق ماري بيكر إيدي.

## وصلات خارجية
- فرانكلين بيرس على موقع الموسوعة البريطانية (الإنجليزية)
- فرانكلين بيرس على موقع إن إن دي بي (الإنجليزية)
- Franklin Pierce: A Resource Guide from the Library of Congress
- Biography from the White House
- Franklin Pierce Bicentennial
- فرانكلين بيرس at the Biographical Directory of the United States Congress
- Franklin Pierce at سي-سبان's American Presidents: Life Portraits